# Batalla de Le Mans (1793)
```
va ser un combat a la 
Gir de galerna
, una operació durant la 
revolta de La Vendée
. Va resultar catastròfica per les forces vendeanes per la gran victòria de les tropes republicanes.
```

## Preludi
Victoriós a la batalla de La Flèche després del seu contratemps a Angers, on no van poder travessar el riu Loira, els desesperats Vendeans, sempre atacats esporàdicament per la cavalleria republicana, van continuar la seva marxa cap a Le Mans. El seu nombre es va reduir molt: l'exèrcit catòlic i reial comptaven ara amb menys de 20.000 homes i tenien amb ell milers de ferits, dones i nens. Dels 80.000 que els vendeans tenien al començament de la Gir de galerna, només en quedaven 40.000. Sofrint la fam i el fred, afectats per la disenteria gangrenosa, el tifus i la febre pútrida, sobretot van intentar obtenir subministraments.
Els Vendeans havien aconseguit repel·lir 4.000 republicans en mitja hora a Pontlieu, però encara desmoralitzats i havent perdut gran part del seu armament, van agafar Le Mans el 10 de desembre de 1793 a les 4:00 de la tarda. Després es van estendre per la ciutat i van aconseguir trobar provisions, subministraments i roba. Tot i això, la moral continuava sent baixa, la malaltia va continuar arrasant l'exèrcit i els soldats, desobeint els seus oficials, no van intentar preparar les defenses de la ciutat malgrat que l'exèrcit republicà, reorganitzat des de la seva derrota a Dol, marxava cap a la ciutat.

## Batalla
El 12 de desembre, les primeres tropes republicanes sota François-Joseph Westermann i François Muller van aparèixer a les portes de la ciutat. Henri de La Rochejaquelein i Talmont van reunir 3.000 homes, sobretot Chouans, i van agafar els republicans. Van aconseguir posar una trampa al bosc a prop de Le Mans. Sorpresa la cavalleria de Westermann va haver de retirar-se, mentre que la divisió de Muller va entrar en pànic i va fugir després dels primers trets disparats. L'exèrcit republicà va estar a punt d'ésser aniquilat quan l'exèrcit de les costes de Cherbourg de Jacques Louis François de Tilly va arribar amb reforços al camp de batalla. Aquesta vegada van ser els Vendeans els que van entrar en pànic i van fugir i es van amagar a la ciutat. La Rochejaquelein va tornar a entrar a la ciutat, però les seves forces es van dispersar, la majoria dels Vendeans ni tan sols es van adonar que els republicans estaven tan a prop, i fins i tot alguns soldats estaven beguts.
Un temps després, el general Marceau-Desgraviers va arribar al seu torn a la batalla i va tornar a muntar les seves tropes a Cérans-Foulletourte. El van seguir Kléber i les seves tropes de l'exèrcit de Magúncia. Marceau volia esperar a que arribessin les tropes de Kléber abans d'atacar, però Westermann va insistir i va llançar un atac, Marceau va haver de seguir.
L'exèrcit republicà va entrar a Le Mans a la nit, va desbordar totes les defenses de Vendeans. Els Vendeans estaven completament desorganitzats, el caos va donar lloc a la ciutat on es feien escaramusses al carrer durant tota la nit.
La Rochejaquelein, veient que tot estava perdut, només buscava protegir la retirada cap a Laval per als supervivents. Els Vendeans van desplegar 14 canons a les portes de la ciutat, aconseguint cobrir la seva retirada i deturar els republicans.
Tot i això, milers de vendeans, la majoria no combatents, van quedar atrapats a la ciutat, havent-se refugiat a les cases. Grups de soldats resistents Vendeans es van escampar per la ciutat. Van resistir una bona estona, mantenint el terreny fins al final del dia. No obstant això, van ser destruïdes per l'artilleria republicana del general François Carpentier, que va obrir foc als edificis i cases des d'on es disparaven trets.
La batalla es va convertir llavors en una massacre, amb les ferides, dones i nens refugiats a les cases fora obligats i massacrats. Kléber i Marceau van intentar salvar els presoners, però no van poder retenir les seves tropes.
Westermann va muntar els seus hussars i va perseguir les Vendeans. Els que van ser lents i van caure enrere van ser massacrats, però la major part de l'exèrcit Vendeà, reduït a la meitat de la seva força, va aconseguir arribar a Laval el 14 de desembre. La cavalleria republicana, sense atrevir-se a entrar als faubourgs, va decidir fer marxa enrere.
Segons el Comitè de Seguretat Pública, van morir a Le Mans de 2.000 a 5.000 soldats, tant combatents com no combatents, mentre que les pèrdues republicanes van assolir només 30 morts i aproximadament 100 ferits.
Els Vendeans víctimes de la batalla que van morir al sud de Le Mans durant la marxa a Laval, el total de morts va ser d'aproximadament 15.000.
Westermann va muntar els seus hussars i va perseguir les Vendéens. Els que van ser lents i van caure enrere van ser massacrats, però la major part de l'exèrcit Vendéen, reduït a la meitat de la seva força, va aconseguir arribar a Laval el 14 de desembre. La cavalleria republicana, sense atrevir-se a entrar als faubourgs, va decidir marxar enrere.
Segons el Comitè de Seguretat Pública, van morir a Le Mans de 2.000 a 5.000 soldats, tant combatents com no combatents, mentre que les pèrdues republicanes van assolir només 30 morts i aproximadament 100 ferits.
A les Vendéen víctimes de la batalla que van matar al sud de Le Mans durant el vol a Laval, el total de morts va ser d'aproximadament 15.000.

## Estimacions dels historiadors
Per a Jean-Clément Martin, almenys 10.000 persones van morir en els combats i la repressió. Per a André Lévy, almenys 2.500 persones són enterrades a la Place des Jacobins, a prop de l'Hôtel-Dieu, i a Pontlieue.
El 2009-2010, nou fosses massives que contenien els cossos d'unes 200 víctimes van ser descobertes a la Place des Jacobins, a Le Mans. L'Inrap, com a resultat d'aquest descobriment, és el nombre de víctimes entre 2000 i 5000.